# Cage (Srebrenik)
Pour les articles homonymes, voir Cage.
Cage (en cyrillique : Цаге) est un village de Bosnie-Herzégovine. Il est situé dans la municipalité de Srebrenik, dans le canton de Tuzla et dans la fédération de Bosnie-et-Herzégovine. Selon les premiers résultats du recensement bosnien de 2013, il compte 496 habitants.

## Démographie

### Évolution historique de la population dans la localité
| 1948 | 1953 | 1961 | 1971 | 1981 | 1991 | 2013 |
| ---- | ---- | ---- | ---- | ---- | ---- | ---- |
| -    | -    | 697  | 692  | 632  | 544  | 496  |

|  |

### Communauté locale
En 1991, la communauté locale de Cage comptait 834 habitants, répartis de la manière suivante :